# Biochemical Pharmacology
Biochemical Pharmacology, abgekürzt Biochem. Pharmacol., ist eine zweimal im Monat erscheinende wissenschaftliche Fachzeitschrift. Die erste Ausgabe erschien im Juli 1958. Die Zeitschrift veröffentlicht Artikel zur Interaktion von Arzneistoffen und nichttherapeutischen Fremdstoffen mit biologischen Systemen. Ein besonderer Schwerpunkt der Zeitschrift stellen Wirkungsmechanismen sowie der Metabolismus von Arzneistoffen und toxischen Substanzen dar.
Der Impact Factor des Journals lag im Jahr 2023 bei 5,3. Nach der Statistik des ISI Web of Knowledge wurde das Journal 2014 in der Kategorie Pharmakologie und Pharmazie an 23. Stelle von 254 Zeitschriften geführt.
Chefredakteur ist Sam J. Enna, University of Kansas Medical Center, Kansas City, Vereinigte Staaten von Amerika.